# Pseudotsuga macrocarpa
Pseudotsuga macrocarpa (дуґласія великошишкова, англ. Bigcone Douglas-fir) — вид хвойних рослин родини соснових.

## Поширення, екологія
Країни проживання: США (Каліфорнія). Зростає на приморських схилах прибережних гір на висоті від 275 м і 2450 м над рівнем моря, на гірських ґрунтах різного походження, як правило, скелястих і добре дренованих, сухих влітку. Клімат тепло-помірний, з холодними, вологими зимами і теплим сухим літом (річна кількість опадів від 500 мм до 1500 мм), сніг буває тільки на вищих висотах. Над 800 м (перехідна зона) цей вид в основному змішаний з Pinus jeffreyi, Pinus ponderosa, Pinus coulteri, Abies concolor на найвищих відмітках. Поширені вічнозелені чагарники в цих відкритих соснових лісах це Ceanothus cordulatus і Arctostaphylos patula. На більш низьких висотах росте з твердолистими дубами, наприклад, Quercus kelloggii, Quercus chrysolepis і Quercus agrifolia.

## Морфологія

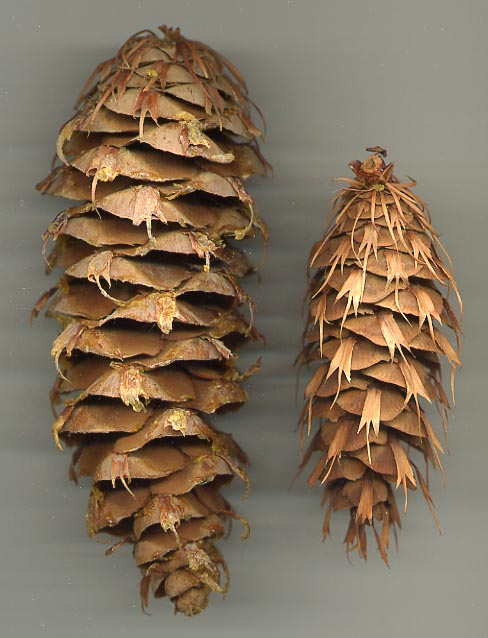
Шишки P. macrocarpa (зліва) і Pseudotsuga menziesii var. menziesii для порівняння

Дерево зазвичай досягає 30 м висоти і 100 см діаметра, з приблизно конічною кроною, яка часто має деякі деформації через сухі ділянок, бідних ґрунтах і частий вогонь, з якими цьому дереву часто доводиться стикатися. Хвоя розміром (20)25–45 × 1–1,5 мм, блакитно-зелена, з загостреними кінчиками. Пилкові шишки блідо-жовті. Дуже помітні насіннєві шишки розміром 9–20 × 4–7 см. Насіння завдовжки 9–12 мм. 2n = 24.

## Використання
Деревина цього виду тверда і важка, але не міцна. Могла б підходити тільки для грубих пиломатеріалів, але не експлуатувався через брак ресурсу та інші, більш екологічні цінності. Дерево ідеально підходить для озеленення і як зразок дерева в садах і парках в більш м'яких кліматичних умовах, але рідко можна побачити колекції за межами дендраріїв та ботанічних садів. Росте як середнього розміру дерево з привабливими, великими, підвісними шишками і планується більш часте впровадження в регіонах з відповідним кліматом, таких як Південна Європа, або, можливо Нова Зеландія і деякі частини Австралії.

## Загрози та охорона
Ареал цього виду є відносно невеликим. Довге, спекотне літо роблять його сприйнятливим до лісових пожеж, які на сьогоднішній день є головною загрозою для цього більше не експлуатованого виду.